# Frontiera naturale
La frontiera naturale è un confine politico, fra stati o regioni amministrative, che coincide con un particolare e ben identificato ente geografico, tipicamente un fiume, un mare, un deserto o una catena montuosa.
In Europa un noto esempio di frontiera naturale è la catena dei Pirenei, che divide la Spagna e la Francia. Altro esempio può essere il fiume Reno, che in Alsazia segna il confine fra Francia e Germania.

## La dottrina della frontiera naturale

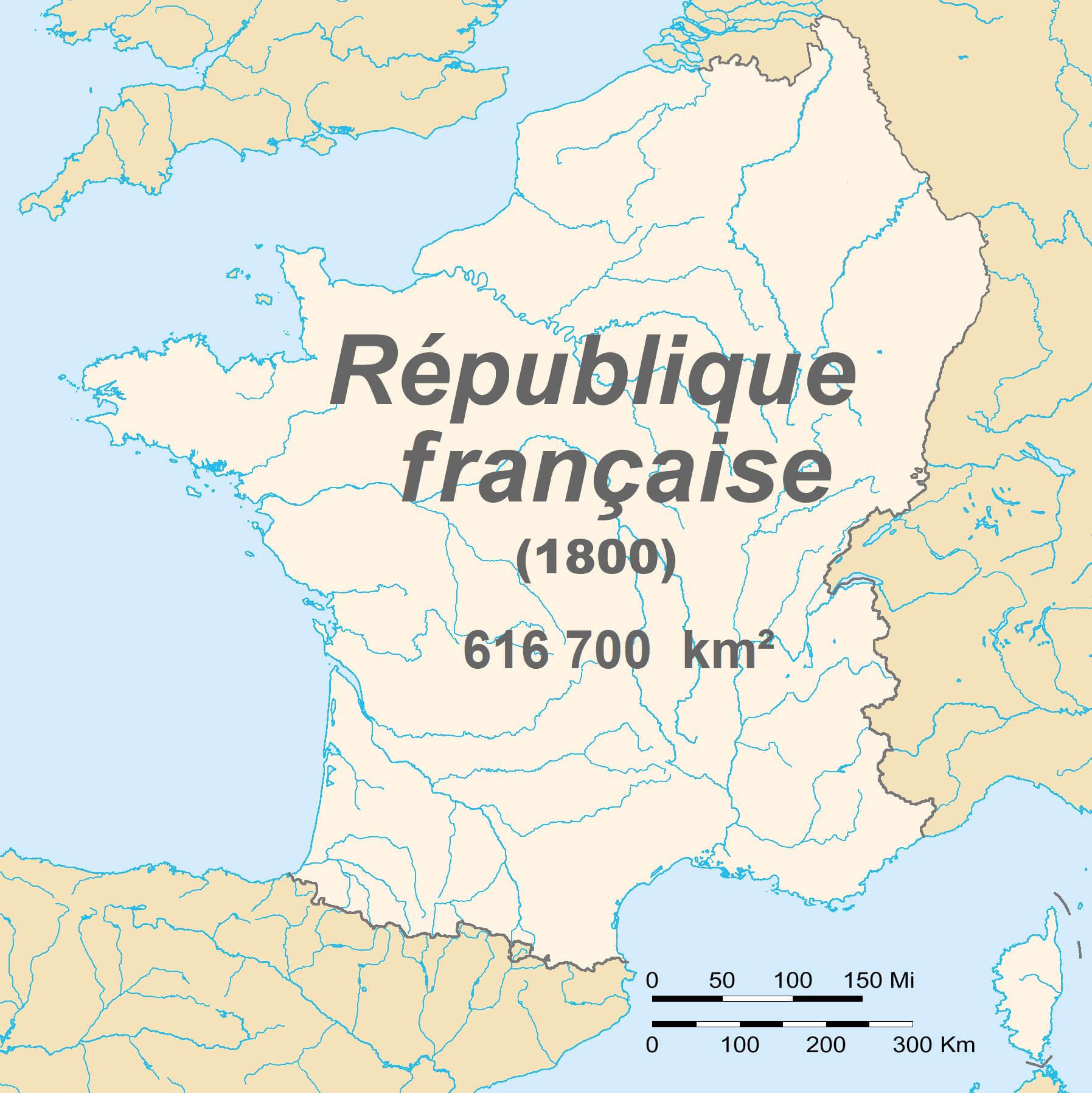
La Repubblica Francese nel 1800. Le frontiere della Francia coincidevano con le frontiere naturali stabilite dai rivoluzionari francesi.

In base alla dottrina della frontiera naturale, i confini di uno stato dovevano coincidere con ben identificabili confini naturali.
La prima a portare avanti tale concetto fu la Francia, che aspirò a lungo (ma senza riuscirci) a fissare i propri confini sul Reno, includendo territori storicamente ed etnicamente tedeschi.
La prima menzione nota del concetto si trova in un testamento apocrifo del cardinale Richelieu del 1642.
È solo nel 1786, tuttavia, che questa nozione viene nuovamente proposta. È in quell'anno che il rivoluzionario di origine prussiana Anacharsis Cloots pubblica le Vœux d'un gallophile e si pronuncia per la "riunione" alla Francia della riva sinistra del Reno, «confine naturale delle Gallie».
Questo concetto si diffuse tra i rivoluzionari francesi nel 1790, in particolare tra i giacobini. Dopo la vittoria di Valmy, il 20 settembre 1792, la Convenzione nazionale esorta i soldati a cacciare le armate prussiane dall'altra parte del Reno. Per il generale Custine, comandante dell'esercito del Reno, "se il Reno non sarà il confine della Repubblica, essa perirà."
Il 17 dicembre, la Convenzione ratifica il decreto sull'amministrazione rivoluzionaria francese dei paesi conquistati, preludio all'annessione del Belgio da parte della Francia. Questa è richiesta da Danton il 31 gennaio 1793; lo stesso afferma che "i confini della Francia sono stabiliti dalla natura, noi li troveremo ai quattro angoli dell'orizzonte, sulla riva del Reno, sulla costa dell'oceano, sui Pirenei e sulle Alpi. Là devono finire i confini della nostra repubblica."